# جون كوشران (سياسي)
جون كوشران هو سياسي أسترالي، ولد في 8 مارس 1864، وتوفي في 2 ديسمبر 1926. نشط حزبياً في حزب العمال الأسترالي. وقد انتخب عضو الجمعية التشريعية لنيو ساوث ويلز ‏.